# Vivere due volte
Vivere due volte (Vivir dos veces) è un film del 2019 diretto da María Ripoll.
La pellicola, a tratti anche con ironia, racconta la reazione di un uomo all'insorgenza della malattia di Alzheimer e i riflessi nella sua vita e nei rapporti con i suoi familiari.

## Trama
Un docente di matematica in pensione avverte i primi sintomi dell'Alzheimer e, non appena va a farsi visitare, viene scoperto dalla figlia Julia, informatrice scientifica, che si offre quindi di ospitarlo a casa sua.
Emilio non accetta, ma non potrà rinunciare alla compagnia della piccola nipote Blanca, che gli dà lezioni sull'uso del cellulare, mezzo indispensabile per rimanere in contatto.
La bambina, affetta da zoppia, intelligente e cinica, si lega al nonno, che peggiora di giorno in giorno. 
Vedovo da anni, l'uomo ripensa insistentemente a Margarita, un innocente amore da ragazzino, che non ha mai dimenticato. Con l'aiuto della nipote scopre su internet che Margarita ha insegnato in Navarra;
così, un giorno, decide di partire per la Navarra, alla ricerca di una persona che non vede da sessant'anni. La nipote insiste per accompagnarlo ma, dopo non molto, ad una stazione di servizio, lo stato confusionale di Emilio convince un negoziante a chiamare la polizia. Giungono così la figlia Julia e il genero Felipe, che, nel tradire la stessa, ha anche appena distrutto la loro auto. Fuori uso anche l'auto del nonno, i quattro sono costretti a pernottare in loco. Julia fatica ad accettare i sentimenti che il padre rivolge ad una donna che non è sua madre. Ma il giorno seguente, anziché tornare a Valencia, si dirige verso la Navarra, per assecondare il desiderio del padre malato, che vuole solo scoprire se quella donna l'abbia mai pensato.
Le ricerche vanno a vuoto ma, in seguito, Blanca scopre che Margarita, con il marito, è tornata a Valencia, nella casa in riva al mare che Emilio ricorda. Di nuovo con la complicità di Julia, Emilio si introduce in quella casa, dove scopre che Margarita è inferma, con una forma di demenza senile più grave della sua. Prima di lasciarla, però, da un ricamo a cui lei stava lavorando, ha la prova che cercava.
Emilio si aggrava e va ad abitare da Julia che nel frattempo ha lasciato Felipe. In breve, nonostante gli sforzi della figlia, l'uomo diventa ingestibile, necessitando di cure in una struttura apposita.
Ormai privato di memoria e di coscienza del presente, tra decine di ospiti del pensionato, Emilio ritrova Margarita e, insieme a lei, trascorre momenti romantici in riva al mare.

## Riconoscimenti
- 2020 - Premio Cinematográfico José María Forqué - 
  - Candidato al Premio al Cine y la Educación en Valores[1]